# ایدا، اوکایاما
ایدا، اوکایاما (به لاتین: Aida, Okayama) یک منطقهٔ مسکونی در ژاپن است که در ناحیه چوگوکو واقع شده‌است.

## خصوصیات
ایدا ۳٬۶۲۵ نفر جمعیت دارد.